# ARISA'S FAVORITE 〜T.K. SONGS〜
『ARISA'S FAVORITE 〜T.K. SONGS〜』（アリサズ・フェイヴァリット・ティーケー・ソングス）は、 日本の女性歌手、観月ありさの2枚目のリミックス・アルバム。1996年11月27日に日本コロムビアより発売された。 規格品番：COCA-13735。

## 解説
発売時点での小室哲哉が観月に提供した楽曲をすべて収録した企画コンピレーション・アルバム。
楽曲名に「FAVORITE EDITION」と記載されたものはリミックス・トラックとなっているが、特記のない曲についてもボーカルの再録やアレンジの変更などが行われている。
ライナーノーツには観月自身による全曲の解説が掲載されている。
なお、「ARISA MIZUKI」のローマ字名義が使われた作品は本作で最後となり、次作シングル「Forever Love」からは「ALISA MIZUKI」名義に変更された。

## 収録曲
1. 夢だけのボーイフレンド
作詞：小室みつ子／作曲・編曲：小室哲哉
1stアルバム『ARISA』収録曲。
2. TOO SHY SHY BOY! (FAVORITE EDITION)
作詞・作曲・編曲：小室哲哉
Remixed & Additional production by KEITH "KC" COHEN
4thシングルのリミックス。
3. GIVE ME YOUR LOVE TONIGHT (FAVORITE EDITION)
作詞・作曲・編曲：小室哲哉
Remixed & Additional production by KEITH "KC" COHEN
2ndアルバム『ARISA II SHAKE YOUR BODY FOR ME』収録曲のリミックス。
4. SHAKE YOUR BODY FOR ME (FAVORITE EDITION)
作詞・作曲・編曲：小室哲哉
Remixed & Additional production by KEITH "KC" COHEN
2ndアルバム『ARISA II SHAKE YOUR BODY FOR ME』収録曲のリミックス。
5. HE'S GONE
作詞・作曲・編曲：小室哲哉
2ndアルバム『ARISA II SHAKE YOUR BODY FOR ME』収録曲。
6. GENERATION
作詞・作曲：小室哲哉／編曲：小室哲哉、久保こーじ
2ndアルバム『ARISA II SHAKE YOUR BODY FOR ME』収録曲。
7. Happy wake up!
作詞・作曲：小室哲哉／編曲：小室哲哉、久保こーじ
7thシングル。
8. Close to you
作詞・作曲：小室哲哉／編曲：久保こーじ
7thシングル「Happy wake up!」のカップリング曲。
9. CRY FOR YOU
作詞：前田たかひろ／作曲：小室哲哉／編曲：久保こーじ
3rdアルバム『ARISA III LOOK』収録曲。
10. あなたの世代へくちづけを
作詞・作曲：小室哲哉／編曲：久保こーじ
8thシングル。オリジナルよりもキーが高くなっている。
11. ある日 ある朝 恋人は
作詞：小室哲哉／作曲・編曲：久保こーじ
8thシングル「あなたの世代へくちづけを」のカップリング曲。
12. PROMISE to PROMISE (URBAN STREET MIX)
作詞：小室哲哉、前田たかひろ／作曲・編曲：小室哲哉
Remixed & Additional production by KEITH "KC" COHEN
12thシングルのリミックス。シングルに収録されている「URBAN STREET MIX」と同一。